# Palais de l'Alma
Pour les articles homonymes, voir Alma.
Le palais de l’Alma est un palais national de la République française, situé 11 quai Branly dans le 7e arrondissement de Paris.
Il est contigu au musée du Quai Branly et presque en face du pont de l'Alma qui, comme le palais, tire son nom de la bataille de l'Alma en Crimée (1854).

## Historique

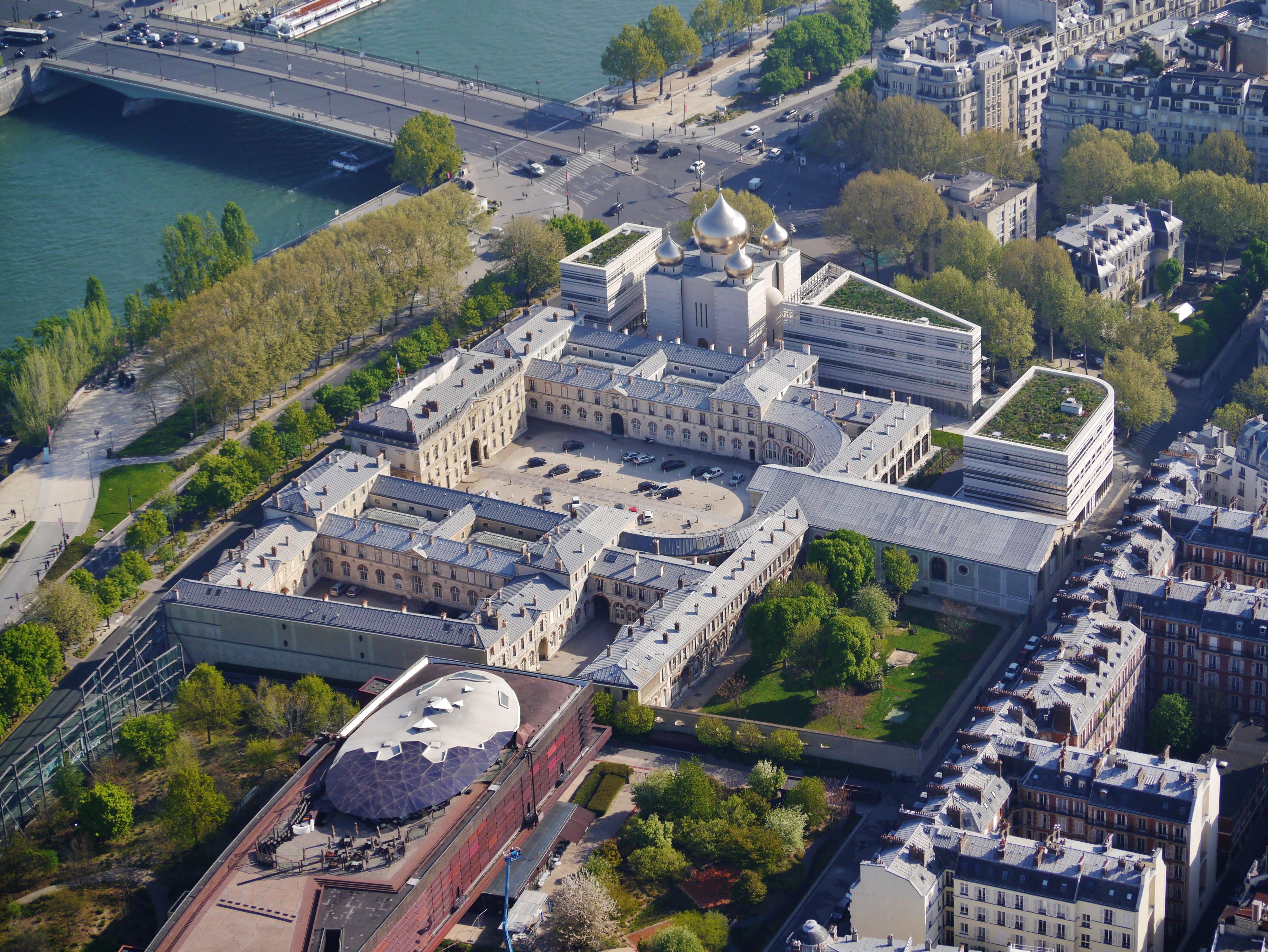
Vue aérienne.

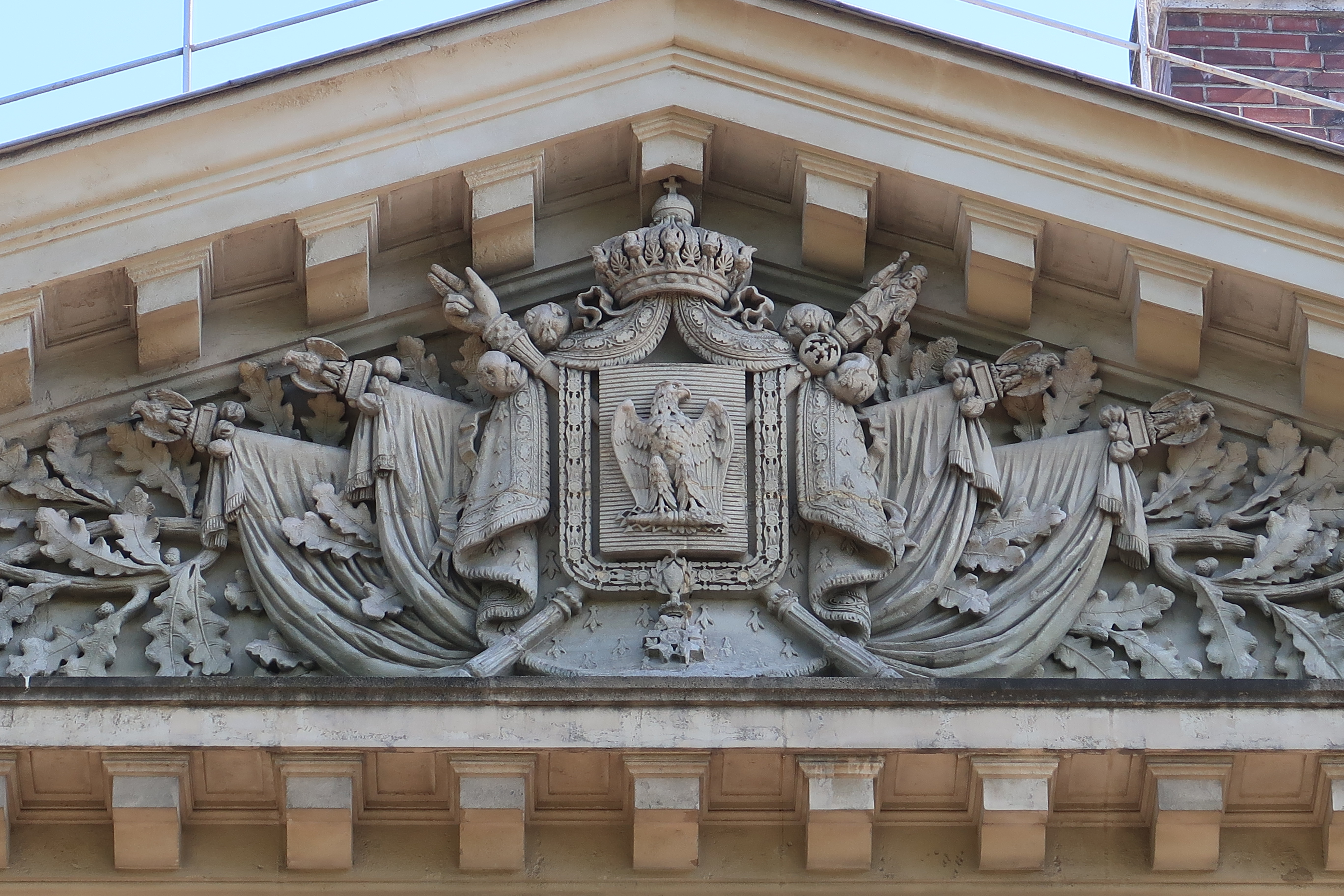
Détail du fronton avec l'aigle impériale.

Le palais est construit en 1861 par l'architecte Jacques-Martin Tétaz dans le but d'en faire de nouvelles écuries pour la Maison de l'Empereur Napoléon III, qui exige d'avoir des chevaux disponibles à toute heure. Il permet d'y loger les 130 personnes responsables de celles-ci.
En échange des écuries d'Artois et de la rue Montagne, la ville de Paris accepte en 1859 d'élever ces bâtiments destinés à accueillir 300 chevaux, une infirmerie, des remises de voitures, des selleries, une forge, des magasins et un grand manège. Les architectes Frémont et Joly poursuivent les travaux de Tétaz, qui sont terminés par Hector-Martin Lefuel. Les écuries se déploient de part et d'autre d'une cour principale sur laquelle des cours annexes ayant accès aux quais se greffent.
Le bâtiment est partiellement affecté à l'École d'état-major supérieure de la guerre. En 1881, il devient une dépendance de la présidence de la République pour ses écuries. À partir de 1888, le bureau de la météorologie et le service de la statistique occupent une partie du site, puis à partir de 1947, l'Office de la météorologie.

## Description
Le palais de l'Alma occupe un vaste quadrilatère compris entre le quai Branly au nord, la rue de l'Université au sud, par la cathédrale de la Sainte-Trinité de Paris à l'est (cathédrale orthodoxe russe achevée en 2016, construite sur l'emplacement de l'ancien siège de Météo-France), tandis qu'à l'ouest ses murs donnent sur le musée du Quai Branly. Le palais est composé de plusieurs corps de bâtiments entourant une large cour-jardin centrale, d'une cour annexe et d'un jardin côté sud.
Le rez-de-chaussée de l'aile Est était occupé par Météo France ; la partie nord de l'aile ouest a abrité le Conseil supérieur de la magistrature (1952-2011).
La majeure partie des locaux est affectée à différents services de la présidence de la République, dont celui de la correspondance, qui emploie plus d'une centaine de personnes. Le palais abrite également la galerie des cadeaux présidentiels, que les présidents de la République successifs ont reçu lors de leurs déplacements. Certains, comme ceux de Jacques Chirac, ont été donnés au musée du président à Sarran en Corrèze, ou encore ceux de François Mitterrand, exposés au musée du Septennat dans la Nièvre.
Le bâtiment est classé monument historique depuis un arrêté du 30 octobre 2002.
Une rénovation est réalisée entre 2019 et 2020, afin de permettre d'installer des services à l'étroit dans leurs locaux, ainsi que pour transférer le restaurant administratif de l’Élysée, qui n'était pas aux normes sanitaires.

Cour intérieure
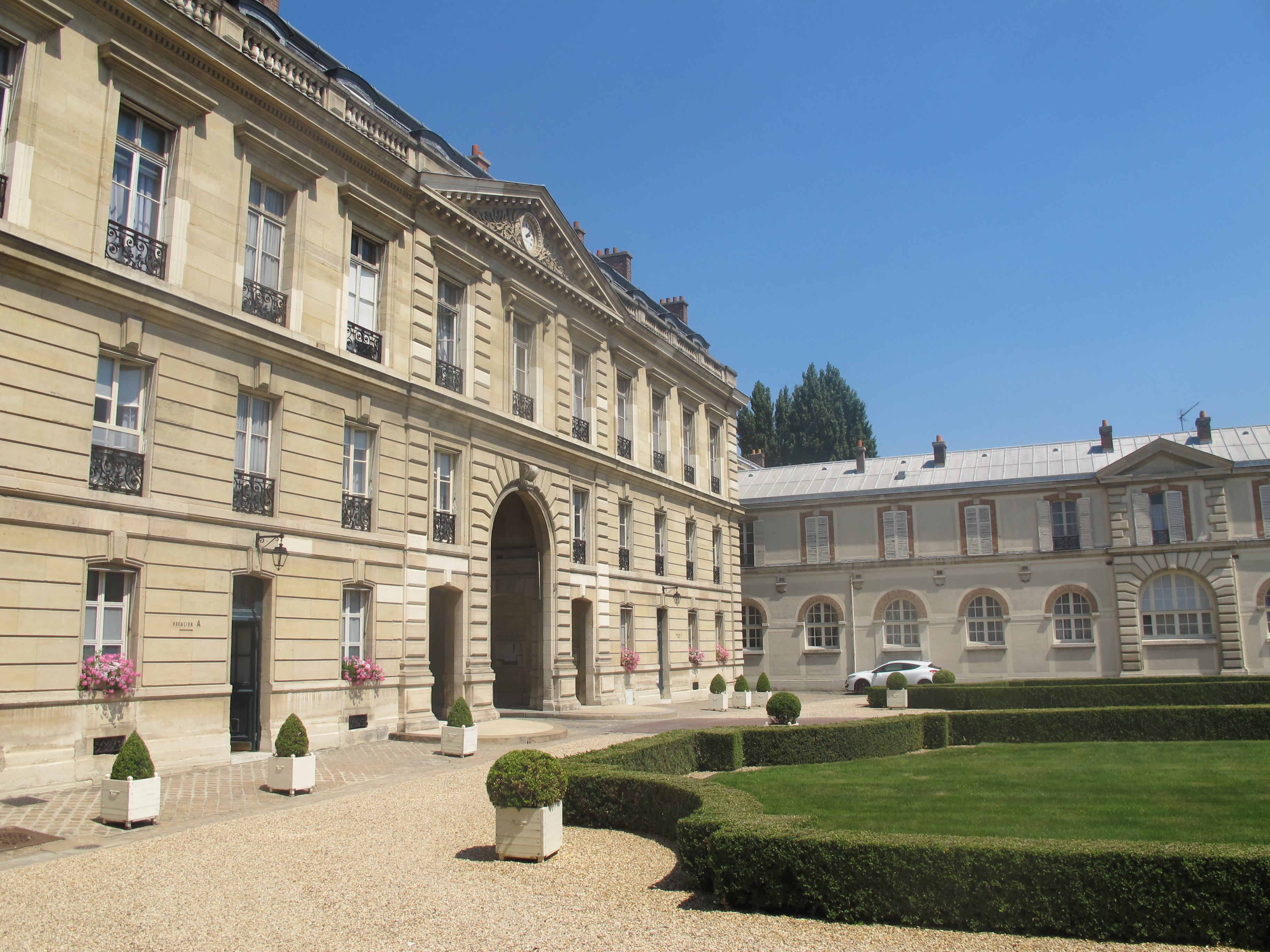
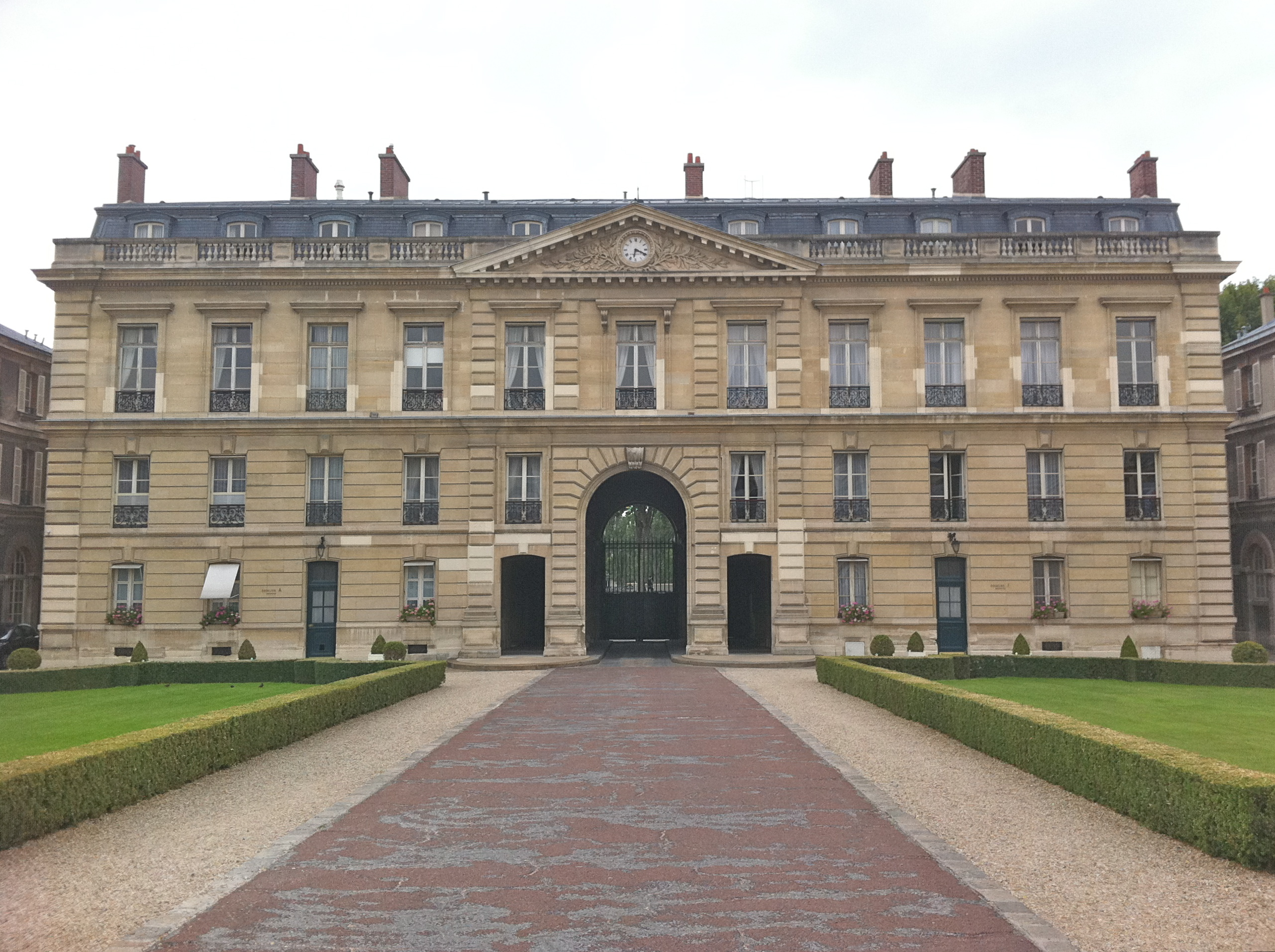
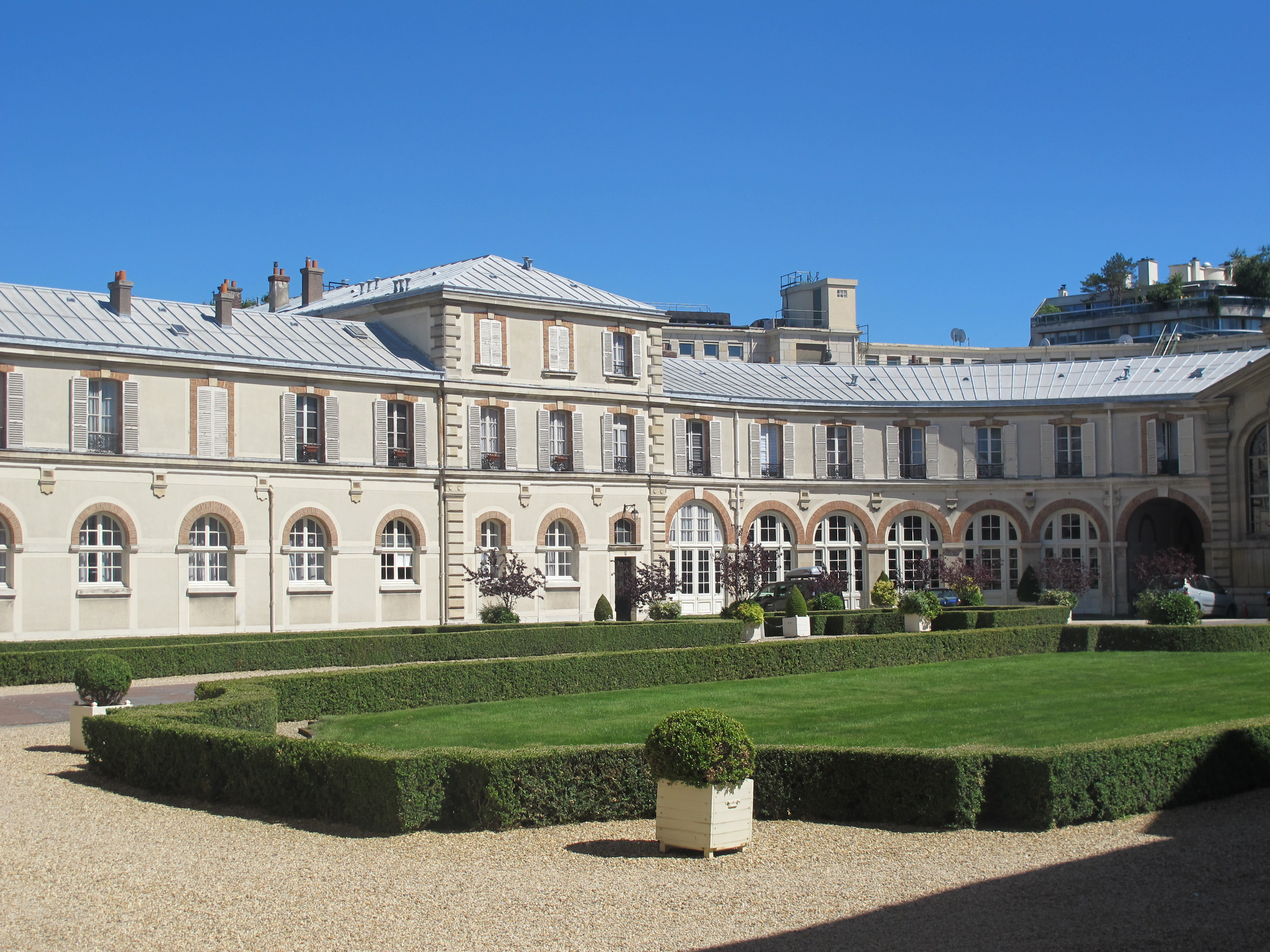

## Logements

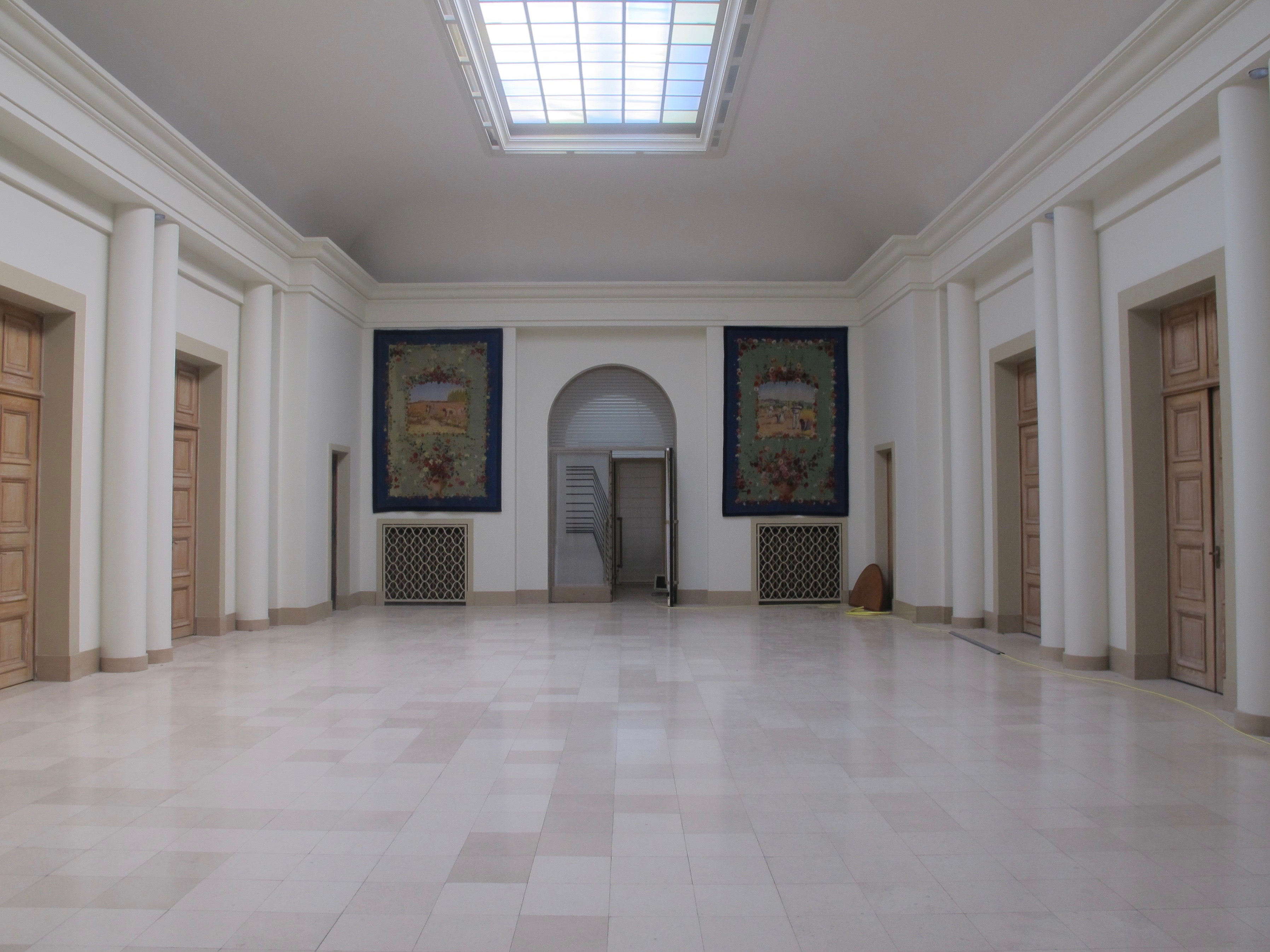
Grand salle de l'aile ouest, siège du Conseil supérieur de la magistrature jusque 2011.

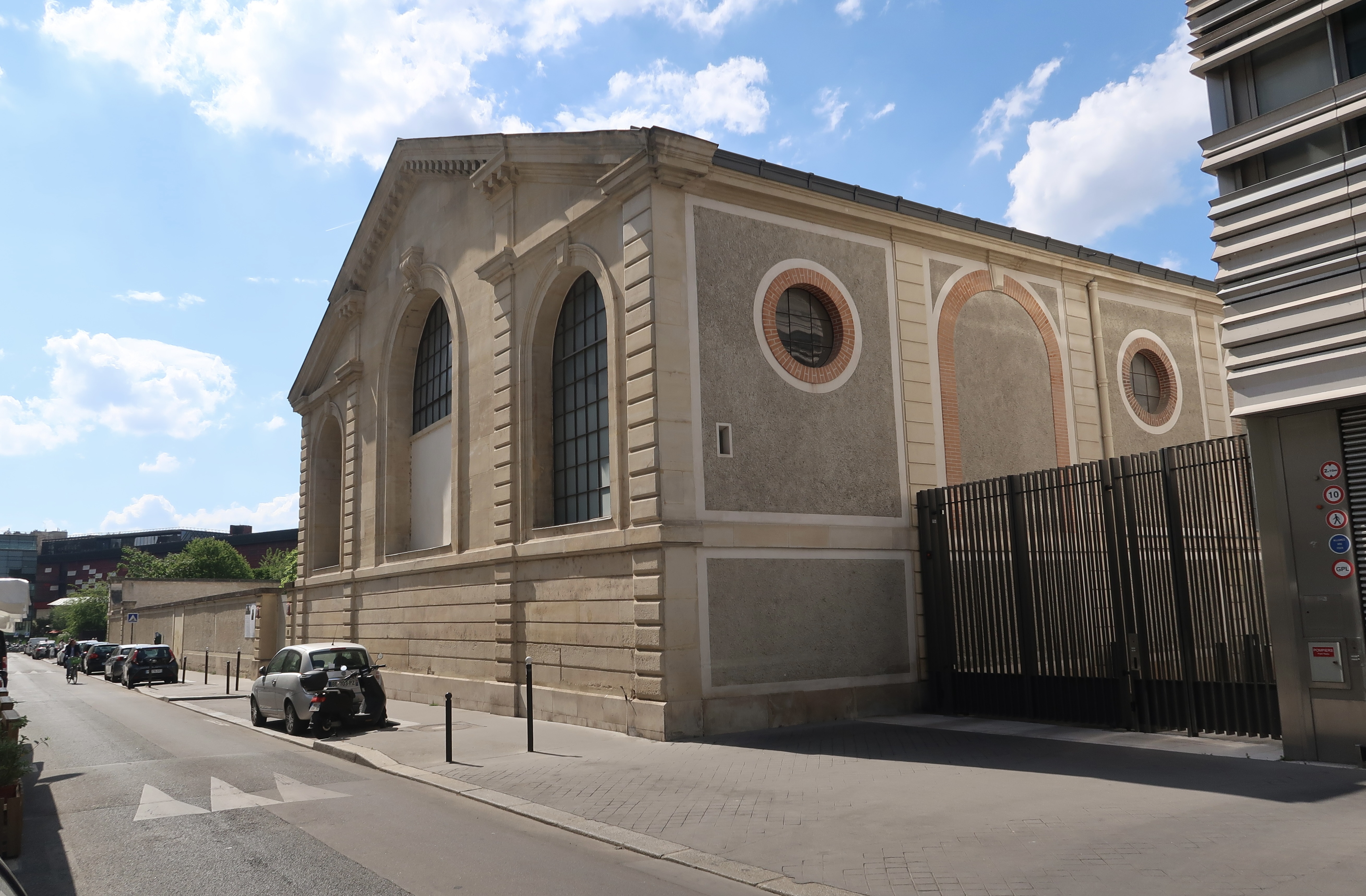
Façade arrière, rue de l'Université.

Le palais comprend une soixantaine d'appartements de fonction, de taille variable (de 20 à 300 m2). Ceux-ci sont utilisés pour loger les employés de l’Élysée soumis à des contraintes horaires importantes, du secrétaire général aux chefs cuisiniers,. Plusieurs membres du cabinet du président de la République, ainsi que de l'État-major particulier, y sont logés.
Les logements étant décernés librement par le président, François Mitterrand y a logé sa maîtresse Anne Pingeot et leur fille Mazarine dans un 300 m2 pendant sa présidence, lorsque leur existence était cachée au grand public. Il était alors commode de les loger dans un endroit sécurisé afin de retirer cette charge au Groupe de sécurité de la présidence de la République. Mazarine Pingeot a tiré un livre de cette période de sa vie : 11 quai Branly (Flammarion, 2024).
François de Grossouvre y habitait également à la même période,. Alexandre Benalla, adjoint au chef de cabinet du président de la République Emmanuel Macron, s'était vu décerner un logement de 80 m2 à partir du 9 juillet 2018 (au prix de 216 euros par mois hors charges), soit une semaine et demie avant d’être placé en garde à vue dans l’affaire qui porte son nom ; mais il est licencié avant d'avoir pu prendre possession des lieux. Alexis Kohler et Patrick Strzoda bénéficient également de logements dans ce palais.
Le statut de ces logements n'a pendant longtemps eu aucune base légale. Ses occupants ne payaient ainsi ni loyer, ni charges, ni impôts locaux. Les recommandations de la Cour des comptes incitent en 2014 la directrice de cabinet de François Hollande, Sylvie Hubac, à réformer la base réglementaire de l'occupation de ces logements.
Une redevance d'occupation allant de 15 à 20 %, calculée à partir des revenus de la personne, est mise en place. La gratuité est assurée pour ne pas pénaliser les occupants aux ressources modérées et pour les nécessités absolues du service. Depuis cette même date, les contrats d’occupation stipulent que l'affectation du logement s'interrompt quand le collaborateur quitte la présidence, pour éviter des abus, comme dans le cas de l’ex-majordome personnel du président Jacques Chirac, resté dans les lieux jusqu’en 2016, soit neuf ans après la fin de ses fonctions.